# Mendoza-San Juan
Mendoza-San Juan est une course cycliste argentine disputée entre les villes de Mendoza et San Juan. Créée en 1925, il s'agit de l'une des plus anciennes compétitions cyclistes du pays. Elle est organisée par le Club Ciclista Independiente,.

## Palmarès
| Année     | Vainqueur             | Deuxième            | Troisième           |
| --------- | --------------------- | ------------------- | ------------------- |
| 1925      | Antonio Giménez       |                     |                     |
| 1926-1934 | Non disputé           | Non disputé         | Non disputé         |
| 1935      | Roberto Zanelli       |                     |                     |
| 1936      | Enrique Molinero      |                     |                     |
| 1937      | Enrique Molinero      |                     |                     |
| 1938      | Enrique Molinero      |                     |                     |
| 1939      | Pedro Arancibia       |                     |                     |
| 1940      | ?                     | ?                   | ?                   |
| 1941      | Gaspar Delavedova     |                     |                     |
| 1942-1947 | ?                     | ?                   | ?                   |
| 1948      | Salvador Ortega       |                     |                     |
| 1949      | Non disputé           | Non disputé         | Non disputé         |
| 1950      | Antonio López         |                     |                     |
| 1951      | Orlando Jofré         |                     |                     |
| 1952      | Santiago García       |                     |                     |
| 1953      | Carlos Narváez        |                     |                     |
| 1954      | José Caterino         |                     |                     |
| 1955      | Miguel Sevillano (en) |                     |                     |
| 1956      | Marcelo Riveros       |                     |                     |
| 1957      | Marcelo Riveros       |                     |                     |
| 1958      | Ernesto Contreras     |                     |                     |
| 1959      | Hugo Barboza          |                     |                     |
| 1960      | Non disputé           | Non disputé         | Non disputé         |
| 1961      | Juan Navarro          |                     |                     |
| 1962      | Ernesto Contreras     |                     |                     |
| 1963      | Ricardo Senn          |                     |                     |
| 1964      | Ernesto Contreras     |                     |                     |
| 1965      | Non disputé           | Non disputé         | Non disputé         |
| 1966      | Héctor Segovia        |                     |                     |
| 1967      | Hugo Córdoba          |                     |                     |
| 1968      | Vicente Chancay       |                     |                     |
| 1969      | Manuel Luna           |                     |                     |
| 1970      | Jorge Fulgenci        |                     |                     |
| 1971      | Andrés Saavedra       |                     |                     |
| 1972      | Arturo Bustos         |                     |                     |
| 1973      | Juan Zenón Fuentes    |                     |                     |
| 1974      | Juan Jácamo           |                     |                     |
| 1975      | Juan Carlos Ruarte    |                     |                     |
| 1976      | Manuel Recabarren     |                     |                     |
| 1977      | Hector Páez           |                     |                     |
| 1978      | Eduardo Chirino       |                     |                     |
| 1979      | Pablo Vera            |                     |                     |
| 1980      | Luis Espinoza         |                     |                     |
| 1981      | Aurelio Femenía       |                     |                     |
| 1982      | Juan José Gómez       |                     |                     |
| 1983      | Alberto Meneses       |                     |                     |
| 1984      | Ernesto Fernández     |                     |                     |
| 1985      | Juan José Gómez       |                     |                     |
| 1986      | Juan Carlos Guerrero  |                     |                     |
| 1987      | Juan Palladini        |                     |                     |
| 1988      | Daniel Castro         |                     |                     |
| 1989      | Luis Videla           |                     |                     |
| 1990      | Alberto Bravo         |                     |                     |
| 1991      | Fabio Cianci          |                     |                     |
| 1992      | Fabián Graziani       |                     |                     |
| 1993      | Diego Pérez           |                     |                     |
| 1994      | Alberto Bravo         |                     |                     |
| 1995      | Juan Carlos Guerrero  |                     |                     |
| 1996      | Julio Pocitano        |                     |                     |
| 1997      | Diego Simiane         |                     |                     |
| 1998      | Julio Pocitano        |                     |                     |
| 1999      | Leonardo Ferreira     |                     |                     |
| 2000      | Jorge Giacinti        |                     |                     |
| 2001      | Pedro Prieto          |                     |                     |
| 2002      | Alejandro Borrajo     |                     |                     |
| 2003      | Guillermo Brunetta    |                     |                     |
| 2004      | Ricardo Escuela       | Juan Capdevila      | Mauricio Pérez      |
| 2005      | Mauricio Pérez        |                     |                     |
| 2006      | César Sigura          |                     |                     |
| 2007      | César Sigura          | Mauricio Frazer     | Emiliano Ibarra     |
| 2008      | Héctor Lucero         | Luis Jácamo         | Ricardo Escuela     |
| 2009      | Sergio Vargas         | Jorge Sosa          | Jorge Pi            |
| 2010      | Mauro Richeze         | Javier Salas        | Juan Pablo Dotti    |
| 2011      | Emanuel Agüero        | Víctor Arroyo       | Darío Díaz          |
| 2012      | Rubén Ramos           | Emiliano Fernández  | Daniel Juárez       |
| 2013 (1)  | Emiliano Fernández    | Emiliano Ibarra     | Nicolás Naranjo     |
| 2013 (2)  | Daniel Juárez         | Elías Pereyra       | Emanuel Saldaño     |
| 2014      | Héctor Lucero         | Ricardo Escuela     | Laureano Rosas      |
| 2015      | Adrián Richeze        | Ricardo Escuela     | Juan Esteban Molina |
| 2016      | Non disputé           | Non disputé         | Non disputé         |
| 2017      | Mauricio Quiroga      | Gerardo Tivani      | Nicolás Naranjo     |
| 2018      | Juan Melivilo         | Emiliano Ibarra     | Andrei Sartassov    |
| 2019      | Nicolás Tivani        | Laureano Rosas      | Rubén Ramos         |
| 2020-2021 | Non disputé           | Non disputé         | Non disputé         |
| 2022 (1)  | Nicolás Tivani        | Leandro Velardez    | Leonardo Cobarrubia |
| 2022 (2)  | Mauro Richeze         | Leonardo Cobarrubia | Gerardo Tivani      |
| 2023      | Daniel Juárez         | Leandro Velardez    | Higinio Lucero      |